# 臨海市
臨海市（りんかい-し）は中華人民共和国浙江省に位置する省直轄の県級市であり、しばらくの間、台州市の代理管轄下に置かれている。

## 歴史
222年（黄武元年）、呉は章安県西部及び永寧県の一部に臨海県を設置した。589年（開皇9年）、隋朝により章安・始豊・寧海・楽安の各県を臨海県に編入している。
1986年、県級市に改編され現在に至る。

## 行政区画
- 街道：古城街道、大洋街道、江南街道、大田街道、邵家渡街道
- 鎮：汛橋鎮、東塍鎮、匯渓鎮、小芝鎮、河頭鎮、白水洋鎮、括蒼鎮、永豊鎮、尤渓鎮、湧泉鎮、沿江鎮、杜橋鎮、上盤鎮、桃渚鎮

## 観光地
- 江南八達嶺- 東晋時代に建設が開始された城壁で、臨海の万里の長城と呼ばれている。